# Шаг (комп'ютерна академія)
Комп'ютерна Академія IT STEP (англ. IT STEP Academy) — міжнародний освітній холдинг, найбільший в Україні недержавний навчальний заклад, який спеціалізується на професійній комп'ютерній освіті.
Освітній холдинг IT Step має 110 філії у 24 країнах світу в: Україні, США, Камбоджі, Грузії, Болгарії, Словаччині, Мексиці, Бразилії, Швейцарії та інших.
Комп'ютерна Академія IT STEP є авторизованим центром Microsoft, Cisco Systems, Autodesk, Sun Microsystems, Linux.
Комп'ютерна Академія IT STEP здійснює навчання за трьома напрямками: «Розробка програмного забезпечення», «Комп'ютерна графіка та дизайн», «Мережеві технології та «Кібербезпека».

## Історія
Історія Комп'ютерної Академії IT STEP почалася у 1999 році в місті Одеса. За понад 25 років існування академія масштабувалася на чотори континенти в 24 країнах світу та має 110 філій й понад 267000 випускників.
У 2001 році Комп'ютерна Академія IT STEP отримала першу ліцензію Міністерства освіти та науки України, а вже у 2002 році стала сертифікованим партнером Microsoft Certified Partner. Продовжуючи розвиток, у 2003 році IT STEP здобула статус CTEC та стала тестовим центром Prometric. Також у 2003 році академія отримала срібну медаль на конкурсі «Високі технології в освіті».
У 2005 році вона стала авторизованим центром ASPLinux та розпочала новий проєкт з назвою «Європейська комп'ютерна освіта», що передбачає здобуття диплома про вищу освіту та міжнародних сертифікатів. Також у 2005 році IT STEP отримала статус Microsoft IT Academy.
У 2006 році академія стала регіональною академією Cisco та започаткувала локальні Академії Cisco на базі 10 філій. Також у цей період академія отримала статус Sun Academic Initiative Institutions. У 2007 році IT STEP отримала вищий статус партнерства Microsoft Gold Certified Partner, а у 2008 році стала авторизованим навчальним центром Autodesk.
У 2009 році був заснований Інститут підприємництва Cisco при Комп'ютерній Академії IT STEP. У 2014 році академія була визнана найкращим Центром підтримки Академій та Центром підготовки інструкторів Cisco за видатні досягнення в розвитку програми Мережевих академій Cisco в Україні.
У 2017 році у Женеві (Швейцарія) IT STEP отримала найбільш визначне досягнення — включення проєкту «Мала Комп'ютерна Академія» до списку найкращих 5 світових проєктів в номінації «Створення потенціалу» на WSIS Prizes.
У 2023 році Програма Малої Комп'ютерної Академії увійшла до п'ятірки найкращих проєктів з розвитку людського потенціалу у світі за версією ЮНЕСКО та ITU (Міжнародний союз електрозв'язку від ООН).

## Організація і структура

### Керівництво
Засновник і власник освітнього холдингу IT Step, генеральний директор Комп'ютерної Академії IT STEP, доктор педагогічних наук Дмитро Корчевський.

### Структура
- Мала Комп'ютерна Академія
- Недільна Мала Комп'ютерна Академія
- Лабораторія Х-lab
- Авторизований навчальний центр Autodesk
- Мережева академія Cisco
- Інститут підприємництва Cisco
- Авторизований тестовий центр Pearson VUE
- Комп'ютерна Бізнес-Школа

## Форми навчання
| Напрямки               | Програми та курси                                 | Програми та курси |
| Напрямки               | Для дорослих                                      | Для дітей |
| ---------------------- | ------------------------------------------------- | --- |
| IT освіта              | Професійна освіта та короткі спеціалізовані курси | - Знайомство з комп'ютером (для малечі) до програмування роботів - Загальноосвітні середні школи для учнів 1-11 класів - Інноваційна дистанційна школа Unicorn — навчання в ігровій формі - Тематичні комп'ютерні табори, включаючи закордонні (США, Японія, Сінгапур і інші) - Розвивальні курси для дітей — розвиток пам'яті, мислення, швидкого читання тощо - Курси з навчання ведення бізнесу для дітей |
| Вищі навчальні заклади | Університети та коледжі, ліцензовані МОН України  | - Знайомство з комп'ютером (для малечі) до програмування роботів - Загальноосвітні середні школи для учнів 1-11 класів - Інноваційна дистанційна школа Unicorn — навчання в ігровій формі - Тематичні комп'ютерні табори, включаючи закордонні (США, Японія, Сінгапур і інші) - Розвивальні курси для дітей — розвиток пам'яті, мислення, швидкого читання тощо - Курси з навчання ведення бізнесу для дітей |

### Університети
У Комп’ютерній Академії IT STEP є 4 університети:
- У Харкові https://khtu.itstep.org
- Одесі https://otu.edu.ua/
- Львові[10] https://itstep.edu.ua/
- у Дніпрі https://dtu.edu.ua/

«IT Step University» — це перші ліцензовані університети в Україні, які спеціалізуються на ІТ-освіті. У ВНЗ готують бакалаврів і магістрів за спеціальностями:
- WEB-програмування
- WEB-дизайн
- Комп'ютерна кібербезпека
- Розробка програмного забезпечення
- Менеджмент у сфері IT
- Цифрова економіка

Випускники отримують диплом про вищу освіту, а також міжнародні сертифікати від Microsoft, Cisco, Autodesk, Oracle та Google.

### Коледжі
IT STEP Коледж — це інноваційний навчальний заклад, призначений для здобуття середньої спеціальної освіти, який поєднує у собі сучасну якісну програму, практичний підхід, сучасні класи та ІТ-лабораторії.
По закінченню випускник отримає свідоцтво про загальну середню освіту та диплом молодшого бакалавра, а також міжнародні сертифікати.
Коледжі освітнього холдингу IT STEP функціонують в Києві, Одесі, Полтаві, Івано-Франківську, Кременчузі, Запоріжжі, Рівному, Дніпрі.

### Школи
- IT Step School

Загальноосвітня ліцензована школа, яка пропонує повний навчальний день та різнобічний розвиток: загальноосвітня програма, ІТ напрямок, вивчення англійської та багато активностей для розвитку дітей. Традиційні предмети чергуються із заняттями з веб-дизайну, програмування, розвитком soft-skills та вивченням азів бізнесу.
- Дистанційна школа Unicorn School

Повноцінна ліцензована школа, яка працює за програмою МОН на базі IT Step School. Головна відмінність Unicorn School від багатьох інших онлайн шкіл полягає в інноваційному підході та гейміфікації. Будь-який урок проходить у вигляді комп'ютерної гри з персонажами та цікавими завданнями. Замість контрольної – квест. Замість оцінок – нові суперсили для ігрового персонажа.
Unicorn School — краща дистанційна школа України у 2022 та 2023 роках за версією Факти ICTV та УНІАН.
Є частиною освітнього комітету Асоціації IT Ukraine — найбільшої національної асоціації IT-компаній в Україні, що об'єднує понад 80 тисяч IT-фахівців. Директора Unicorn School Володимира Страшка обрано делегатом комітету. В своїй діяльності в комітеті Unicorn School сприяє формуванню освітніх стандартів та впровадженню інноваційних технологій на всеукраїнському рівні розвитку ключових напрямів ІТ-індустрії, включаючи EdTech (освітні технології).
- Академія IT Step

Навчання для дітей від 7 років, підлітків та дорослих за різними направленнями ІТ: програмування, кібербезпека, дизайн, маркетинг та бізнес.

### Дитячі IT табори
Канікулярні програми для дітей 7-16 років від IT Step — це або міські IT-канікули, під час яких учні займаються в обладнаних аудиторіях, лего-лабораторіях та дизайн-студіях недалеко від будинку. Або закордонні табори (Болгарія, Японія, Греція та інші країни), де навчання поєднують із відпочинком, екскурсіями та відвідуванням музеїв.

### Філії
2001 році почали роботу філії в Донецьку, Запоріжжі, Дніпрі та Полтаві.
2002 році відкрилися філії в Маріуполі, Миколаєві, Рівному, Києві, Харкові та Запоріжжі.
2003 році відкрилися філії у Львові та Луганську.
2007 році відкрилася філія у Вінниці.
2013 року почали роботу філії у Мінську, Астані, Луцьку, Чернігові та Сімферополі.
2014 року відкрилися філії у Ріо-де-Жанейро.
2015 року відкрито філії у Кишиневі, Бухаресті, Софії, Пномпені, Тбілісі, Сіетлі.
2016 року відкрилися філія у Кам'янському, Кривому Розі, Хмельницькому, Львові та Херсоні.
2017 року почали роботу філії у Чернівцях, Женеві, Тіхуані.
2018 року відкрилися філії у Варшаві, Бересті, Ужгороді, Брно, Черкасах, Івано-Франківську, Тернополі.
2019 році відкриті філії в Дубаї, Ташкенті, Камбоджі, Відні, Маріуполі, Кременчуці
2020 році відкрилися філії в Індії, В'єтнамі, Мукачево, Мелітополі, Бердянську, а також хмарна філія для онлайн-навчання.
2022 року відкрилась філія у Вроцлаві. Заснован "КОЛЕДЖ ІНФОРМАЦІЙНИХ ТЕХНОЛОГІЙ "ШАГ"
2023 року відкрились нові філії в Польщі (Краків, Катовіце та Познань). «Фаховий коледж «ІТ СТЕП».
У 2024 році у Калуші офіційно відкрилась комп’ютерна академія “IT Step Academy”. В філії відкрито лабораторію для програмування робототехніки, реалізовано і фотолабораторію.

## Міжнародні зв'язки та статуси
1. Статус CISCO Networking Academy
2. Microsoft Imagine Academy
3. Статус авторизованого навчального центру Autodesk
4. Статус DREAMSPARK PREMIUM
5. Статус авторизованого тестувального центру VUE

## Рейтинги та репутація
Студенти IT STEP (ШАГ) працюють у таких великих компаніях, як Skype, Microsoft, Яндекс, HP, Siemens, EPAM, IBM, eBay та ін. Загалом випускники працюють у 36 країнах світу.
У 2008 році успішно розпочався проєкт Комп'ютерної Академії IT STEP — щорічний міжнародний чемпіонат «Золотий Байт» [Архівовано 14 вересня 2018 у Wayback Machine.], спрямований на молодих і прогресивних людей, які хочуть проявити свої таланти в галузі IT-технологій, дизайну та комунікацій. У 2009 році в чемпіонаті взяли участь приблизно 4,5 тис. осіб, а у 2010 — 5,5 тис. осіб. Сьогодні призовий фонд чемпіонату складає 500 000 грн.
Розробка сенсорних рукавиць Enable Talk Gloves, які перетворюють жестову мову у слова, ввійшла в 10 кращих винаходів, поряд з марсоходом Curiosity, окулярами Google Glass та електромобілем Tesla Model S.
Згідно з дослідженнями dou.ua [Архівовано 27 березня 2016 у Wayback Machine.] у 2012 році Комп'ютерна Академія IT STEP ввійшла до списку 10 кращих навчальних закладів за якістю IT-освіти.
У 2016 році роботи студентки одеського філіалу Олени Шклярук були відібрані компанією DELL в комплект шпалер для нового ноутбука XPS. Її ж ілюстрації здобули перемогу у всесвітньому конкурсі «Ілюстрація для альбому Royalty» від американського виконавця R&B Кріса Брауна [Архівовано 3 серпня 2019 у Wayback Machine.].
У 2020 році в Камбоджі здобула престижну міжнародну нагороду в конкурсі EQUALS in TECH AwardL 2020 за організацію та успішний розвиток першого клубу програмування для жінок в Камбоджі.
У 2023 році студенти Академії IT Step увійшли в ТОП-5 на всесвітньому конкурсі Adobe Certified Professional World Championship в Нью-Йорку.
У 2024 році проєкт «100 причин пишатися тим, що я українець» Дистанційної школи Unicorn School став переможцем TechComms Award, що провела Асоціація IT Ukraine. Всі охочі проходили спеціально розроблений навчальний курс на освітній онлайн-платформі Unicorn School. У форматі захоплюючої комп’ютерної гри люди детально вивчили 100 найважливіших фактів про Україну. Зокрема особливості географії, населення, ІТ-сфери, всесвітні рекорди, культурну спадщину, науку тощо. Крім того, вони мали можливість змагатися за отримання призів від Unicorn School. У результаті учасниками змагань стали понад 10 тис. школярів та їхніх батьків.

### Діяльність в РФ після 2022
1 квітня, на тлі Повномасштабного вторгнення Росії в Україну, у мережі Facebook власник комп’ютерної академії Корчевський написав про те, що "ШАГ" залишив російський ринок. Однак, за повідомленнями газети "Економічна Правда", філії академії на території РФ лише змінили назву на "Академія ТОП". Цю інформацію підтверджують як юридичні документи, так і зовнішня схожість з оригінальною академією 